# 西河 (嘉陵江支流)
西河，是中国长江流域的一条河流，汇入嘉陵江，属于嘉陵江水系。河长260千米，流域面积3490平方千米，多年平均流量35立方米每秒。自然落差300米。水能理论蕴藏量4万千瓦。